# Koshigaya
Koshigaya (越谷市 Koshigaya-shi) é uma cidade japonesa localizada na província de Saitama.
Em 2003 a cidade tinha uma população estimada em 314 021 habitantes e uma densidade populacional de 5 206,78 h/km². Tem uma área total de 60,31 km².
Recebeu o estatuto de cidade a 3 de Novembro de 1958.

## Cidade-irmã
- Campbelltown, Austrália